# Helena Mitášová
Helena Mitášová, née le 1er juin 1957, est une géomaticienne enseignant à l'université d’État de la Caroline du Nord, à Raleigh (États-Unis). Elle est connue pour ses travaux d'analyse et de modélisation géospatiale ainsi que pour ses contributions au mouvement géospatial libre, comme le logiciel GRASS GIS. Cet investissement est récompensé de plusieurs prix.

## Biographie
Helena Mitášová nait le 1er juin 1957. elle fait son parcours universitaire de cartographie et géodésie à l'Université technique slovaque jusqu'à son doctorat en 1987. Depuis 2014, elle est professeure à l'université d’État de la Caroline du Nord.

## Travaux

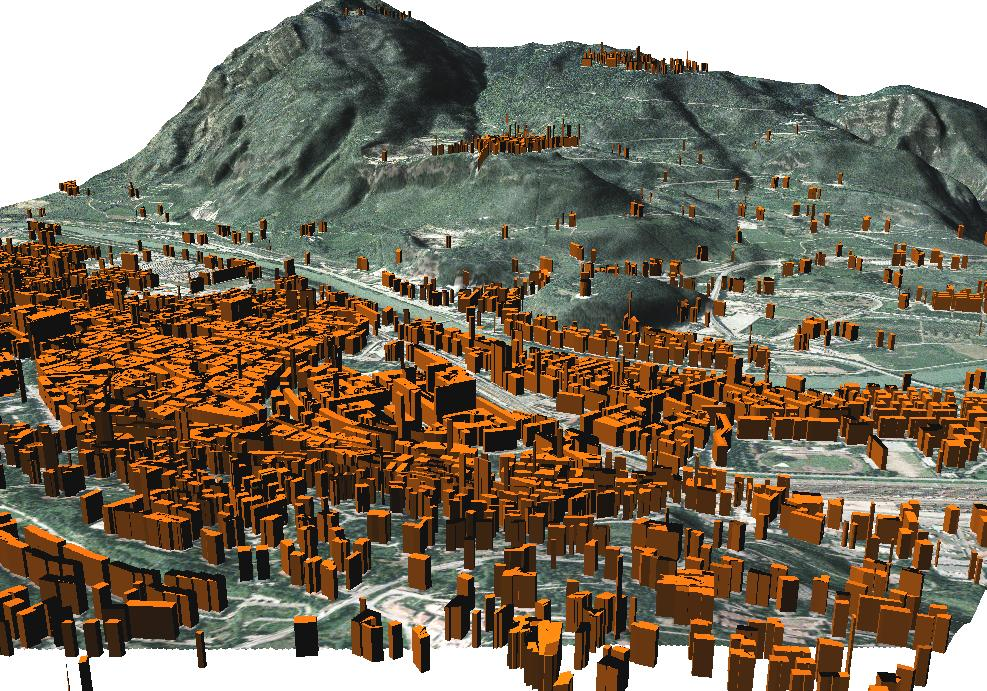
Grass GIS 6.1.

Les recherches d'Helena Mitášová portent sur l'analyse et la modélisation spatiale, notamment appliquée à l'érosion ou à l'évolution du paysage. Elles concernent plus précisément  l'interpolation spatiale et la topographie, où elle développe des méthodes et des algorithmes repris par plusieurs logiciels de système d'information géographique mais qu'elle implémente surtout dans le logiciel GRASS GIS,,. C'est par exemple le cas des méthodes d'interpolation par splines (en), technique qui vise à passer par toutes les données de points disponibles tout en veillant à avoir comme résultat une surface déformée au minimum. En plus de ses contributions aux logiciel GRASS dès 1991, elle est co-autrice du premier livre sur le système d'information libre GRASS GIS,. Elle participe par ses publications à la démocratisation de l'enseignement du géospatial libre.
Ses recherches incluent le développement de logiciels open source comme Tangible Landscape qui permet de visualiser en 3D un paysage et d'y agir physiquement de manière interactive, une analyse spatiale montrant en direct le résultat,. 
Ses contributions à la géomatique et au mouvement open source sont récompensées du prix Sol Katz et du prix Waldo-Tobler.

## Engagement
Helena Mitášová est un temps directrice-adjointe de la Fondation Open Source Geospatial et membre du comité directeur du logiciel GRASS GIS. Une grande partie des résultats de ses recherches sont disponibles en libre accès.

## Distinctions
Elle reçoit le prix Sol Katz en 2010 pour ses contributions exceptionnelles à la communauté géospatiale libre.
Elle est lauréate du prix Waldo-Tobler 2018 en sciences de l'information géographique de l'Académie autrichienne des sciences. Ce prix récompense une personnalité scientifique aux contributions exceptionnelles et continues à la discipline.

## Publications
Helena Mitášová est l'autrice d'une soixantaine de livres et d'articles dont :

### Ouvrages
- (en) Anna Petrášová, Brendan Harmon, Vaclav Petras, Payam Tabrizian et Helena Mitasova, Tangible modeling with open source GIS, 2018, 2e éd. (ISBN 978-3-319-89303-7 et 3-319-89303-3, OCLC 1035838184)
- (en) Eric Hardin, Helena Mitasova, Laura Tateosian et Margery Overton, GIS-based analysis of coastal lidar time-series, 2014 (ISBN 978-1-4939-1835-5, 1-4939-1835-4 et 1-4939-1834-6, OCLC 890811506)
- (en) Helena Mitasova et Markus Neteler, Open source GIS : a GRASS GIS approach, 2004, 3e éd. (ISBN 1-4020-8065-4 et 978-1-4020-8065-4, OCLC 57491627)

### Articles
- (en) Serena Coetzee, Ivana Ivánová, Helena Mitášová et Maria Antonia Brovelli, « Open Geospatial Software and Data: A Review of the Current State and A Perspective into the Future », ISPRS International Journal of Geo-Information, vol. 9, no 2,‎ février 2020, p. 90 (ISSN 2220-9964, DOI 10.3390/ijgi9020090, lire en ligne, consulté le 17 novembre 2022)
- (en) Helena Mitášová et Luboš Mitáš, « Interpolation by regularized spline with tension: I. Theory and implementation », Mathematical Geology, vol. 25, no 6,‎ août 1993, p. 641–655 (ISSN 0882-8121 et 1573-8868, DOI 10.1007/BF00893171, lire en ligne, consulté le 17 novembre 2022)
- (en) Luboš Mitáš et Helena Mitášová, « Distributed soil erosion simulation for effective erosion prevention », Water Resources Research, vol. 34, no 3,‎ mars 1998, p. 505–516 (DOI 10.1029/97WR03347, lire en ligne, consulté le 17 novembre 2022)
- (en) C. Michael Barton, Isaac I. T. Ullah, Sean M. Bergin et Helena Mitášová, « Looking for the future in the past: Long-term change in socioecological systems », Ecological Modelling, modeling Across Millennia: Interdisciplinary Paths to Ancient socio-ecological Systems, vol. 241,‎ 24 août 2012, p. 42–53 (ISSN 0304-3800, DOI 10.1016/j.ecolmodel.2012.02.010, lire en ligne, consulté le 17 novembre 2022)
- (en) Helena Mitášová, Luboš Mitáš, William Brown, David Gerdes, Irina Kosinovsky et Terry Baker, « Modelling spatially and temporally distributed phenomena: new methods and tools for GRASS GIS », International Journal of Geographical Information Systems, vol. 9, no 4,‎ 1er juillet 1995, p. 433–446 (ISSN 0269-3798, DOI 10.1080/02693799508902048, lire en ligne, consulté le 17 novembre 2022)